# Anortoclase

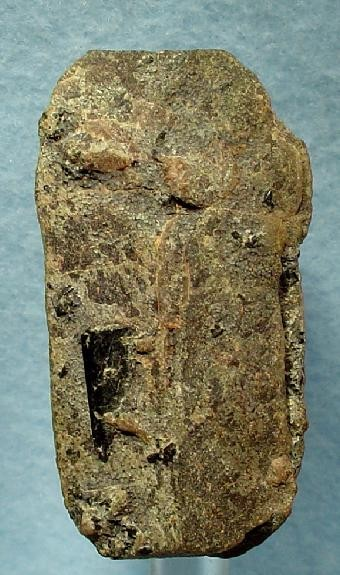
Cristal de anortoclásio encontrado no Monte Érebo, Antartica

Anortoclase, também denominada anortose, anortoclásio ou microclina sódica, é um feldspato alcalino, com fórmula química (Na,K)AlSi3O8. 

## Características
Nesta mistura isomorfa a proporção entre o alumino-silicato de sódio e o alumino-silicato de potássio, é de 3:1. Cristaliza no sistema triclínico, apresentando cor branca, verde, cinzento rosa ou amarelo; com dureza  6 e peso específico 2.57 a 2.6; brilho vítreo e traço branco. 

## Ocorrência
É um mineral bastante comum, ocorrendo em rochas sódicas vulcânicas ou hipoabissais.
Foi descrita pela primeira vez em 1885 quando foi encontrado na ilha de Pantelária, província de Trapani, Sicília. O seu nome deriva dos termos gregos (αν, ορθός e κλάσις) para oblíquo e fractura, referente à sua clivagem.